# Коджі
Коджі (Közi повне ім'я — Хірокі Коджі) — представник сучасної японської сцени. Пише музику, яка поєднує в собі елементи готики, індастріалу, EBM, поп- та рок-музики. Був учасником таких колективів, як Malice Mizer (1992—2001, гітарист, автор пісень) та Eve of Destiny (2001—2006, гітарист, аранжувальник). З 2002 року займається сольною діяльністю.